# Ibirapuã
Ibirapuã är en kommun i Brasilien.   Den ligger i delstaten Bahia, i den sydöstra delen av landet, 900 km öster om huvudstaden Brasília. Antalet invånare är 7 960.
Omgivningarna runt Ibirapuã är huvudsakligen savann. Runt Ibirapuã är det glesbefolkat, med 12 invånare per kvadratkilometer.